# 王喜 (俳優)
王 喜（ウォン・ヘイ、1967年7月27日 - ）は、香港生まれの俳優・歌手である。本名は鄺毅怡。身長178cm、体重71kg。1992年、ATVに入所し、俳優デビュー。その後、TVBドラマシリーズ『緝私群英』、『保護證人組』、『水滸無間道』、『同事三分親』などにレギュラー出演し人気を博す。

## 出演作品

### テレビドラマ（TVB）
- 1996年：緝私群英 - 章浩輝 役
- 1996年：闔府統請 - 游自徳 役
- 1997年：保護證人組  - 陳富貴 役
- 1998年：花木蘭 - 賀高陞 役
- 1998年：烈火雄心 - 駱天佑 役
- 1999年：吾係差人 - 周世芬 役
- 2000年：雷霆第一關 - 林志剛 役
- 2001年：尋秦記 - （ゲスト出演）
- 2002年：鄭板橋 - 鄭板橋 役（2007年に放映）
- 2002年：烈火雄心II - 紀徳田 役
- 2004年：追魂交易 - 饒承天 役（2006年に放映）
- 2004年：水滸無間道 - 林子聰／林沖 役
- 2006年：刑事情報科 - 鍾正 役
- 2007年：爸爸閉翳 - 高青 役
- 2007年：珠光宝氣 - 石泰禾 役
- 2008年：同事三分親 - 伍公斤 役
- 2009年：烈火雄心III - 鐘有成 役

### テレビ映画
- 天降横財心驚驚（TVM）
- 熱血狙撃

### テレビドラマ (その他)
- 2000年：新好男人
- 2001年：交鋒
- 動感豪情
- 2002年：風雲 - 秦霜 役
- 2005年：搖擺女郎 - 色房東 役
- 2008年：北京オリンピック聖火リレー・TVBエベレスト特派員としてインタビュー

### 映画
- 1996年：懵仔多情
- 1997年：飛一般愛情小説（邦題：スウィート・シンフォニー）
- 1997年：至激殺人犯
- 1998年：轟天双龍会
- 1999年：生命摣fit人
- 1999年：心猿意馬
- 2000年：撞鬼你之血光之災
- 2000年：刑-殺之法

## 音楽作品

### アルバム
- 2001年：喜新唱歌（EP）
- 2002年：我信……王喜
- 2002年：起身叫我

### ミュージックビデオ
- 2000年：恋愛是個海

## 写真集
- 2000年：貼近王喜 - 写真集